# Tarcza gromu
Tarcza gromu (ang. Troy: Shield of Thunder) – powieść łącząca elementy historyczne i fantasy napisana przez brytyjskiego pisarza Davida Gemmella. Wydana w 2006 roku, ukazała się po śmierci autora.
Książka była drugą powieścią wydaną w ramach trylogii Troja osadzonej w realiach starożytnej Grecji. Na jej łamach pojawiają się zarówno postaci fikcyjne, historyczne i mitologiczne. Wydarzenia rozgrywają się w okolicach miasta Troja.
W Polsce została wydana w 2007 roku nakładem wydawnictwa Rebis w przekładzie Zbigniewa A. Królickiego. Pierwsze polskie wydanie miało 452 strony (ISBN 978-83-7301-915-7).